# Massif du Madrès
Le massif du Madrès (prononcé localement [madʁ]) est un massif des Pyrénées françaises, situé au carrefour de trois départements : l'Ariège à l'ouest, l'Aude au nord, et les Pyrénées-Orientales au sud. Il tient son nom de son principal sommet et point culminant, le pic de Madrès (2 468 m), qui constitue également le point le plus élevé du département de l'Aude.

## Géographie

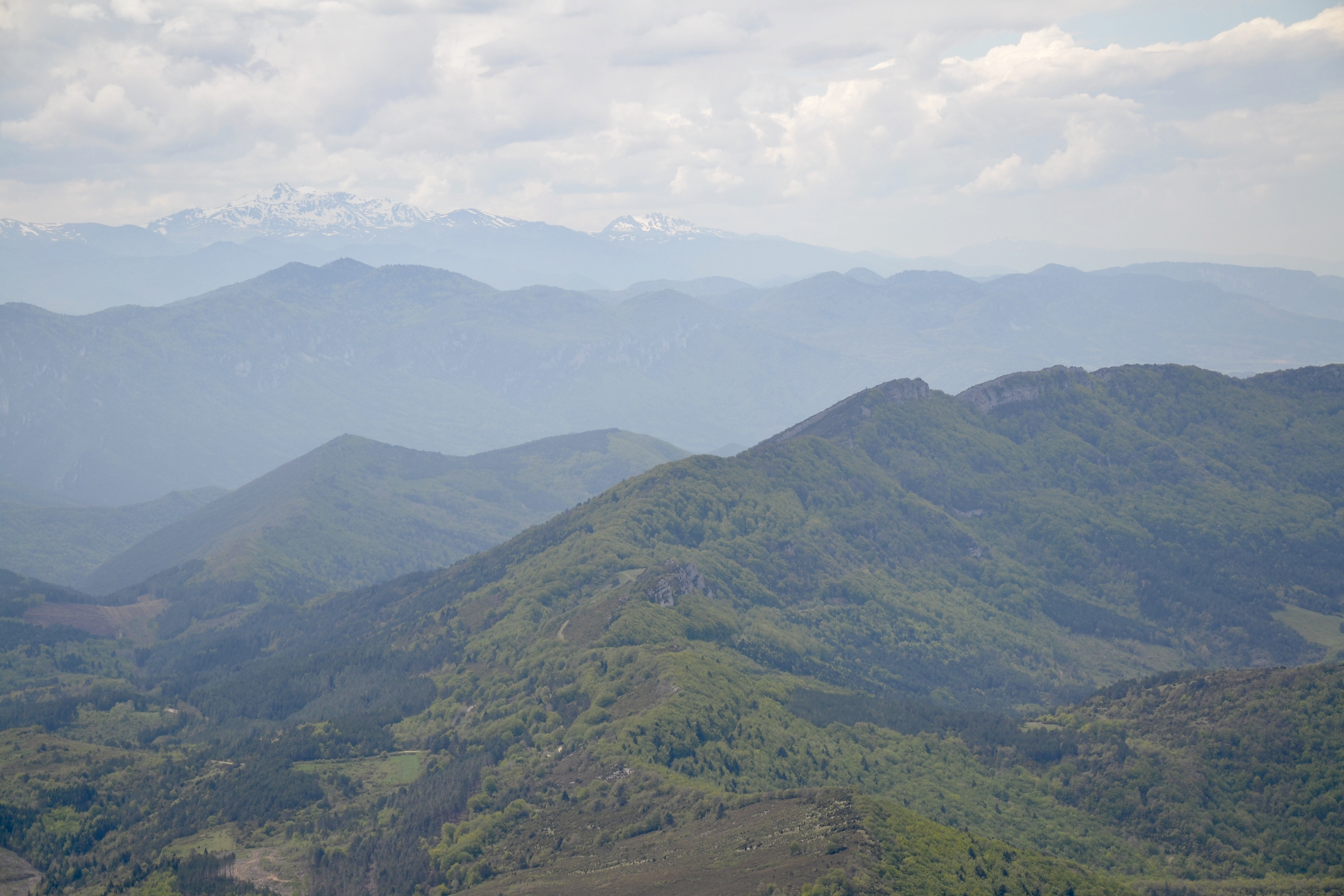
Le massif vu depuis le pic de Bugarach.

La délimitation du massif du Madrès est aisée dans sa partie occidentale et nord-occidentale : la haute vallée de l'Aude (qui le sépare du Donezan) et le plateau du Capcir où le cours d'eau prend sa source constituent une bordure assez nette. Au nord-est, le massif s'étage progressivement au-delà de l'Aiguette en déclinant vers la vallée de la Boulzane, la forêt de Boucheville et le Fenouillèdes, relayé par quelques sommets encore importants comme le pic Dourmidou (1 843 m) ou le pic du Roussillon (1 314 m). Au sud-est et au sud, le massif domine la vallée de la Têt (Haut-Conflent).
L'Atlas des paysages de Languedoc-Roussillon rattache au massif du Madrès l'ensemble des hauteurs comprises au nord jusqu'aux Corbières (au niveau de la commune de Salvezines), et intègre aussi les vallées catalanes de la Castellane, de Nohèdes et des Garrotxes jusqu'à la vallée de la Têt, sur une superficie atteignant donc environ 200 km2.

### Principaux sommets
- Pic de Madrès : 2 468 m (Le Bousquet, 11 ; Sansa, Mosset, 66)
- Roc Nègre : 2 459 m (Sansa, Mosset, Nohèdes, 66)
- Pic du Bernard Sauvage : 2 423 m (Le Bousquet, Counozouls, 11 ; Mosset, 66)
- Puig de la Pelada : 2 370 m (Sansa, Olette, 66)
- Pic de la Roqueta : 2 345 m (Mosset, 66)
- Serrat Gros de les Clotes : 2 258 m (Escouloubre, 11 ; Puyvalador 66)
- Pic de la Creu : 2 166 m (Nohèdes, Olette, 66)
- Puig de l'Esquena d'Ase : 2 006 m (Réal, Sansa, 66)
- Sarrat des Esclots : 1 902 m (Le Bousquet, Counozouls, 11)
- Pic Dourmidou : 1 843 m (Counozouls, Sainte-Colombe-sur-Guette, Montfort-sur-Boulzane, 11 ; Mosset, 66)
- Pla Lebat : 1 725 m (Mosset, 66)
- Llomet : 1 656 m (Oreilla, 66)
- Montagne de Crabixa : 1 595 m (Sainte-Colombe-sur-Guette, Montfort-sur-Boulzane, 11)
- La Calm : 1 591 m (Le Bousquet, 11)
- Tuc de la Guillerou : 1 398 m (Roquefort-de-Sault, 11)
- Roc des Quarante Croix : 1 356 m (Mosset, Rabouillet, 66)

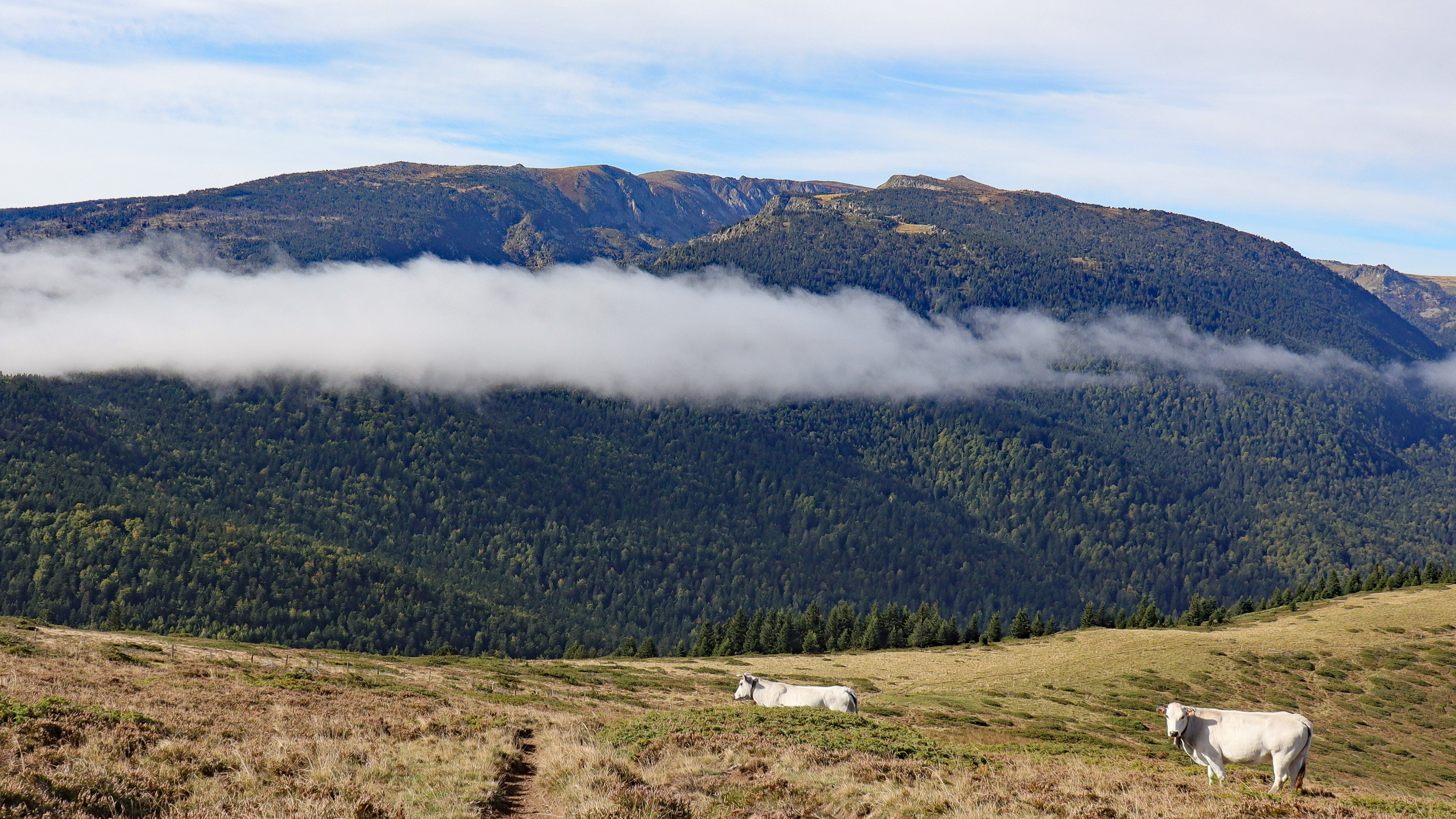
Le pic de Madrès vu depuis les pentes du pic Dourmidou.
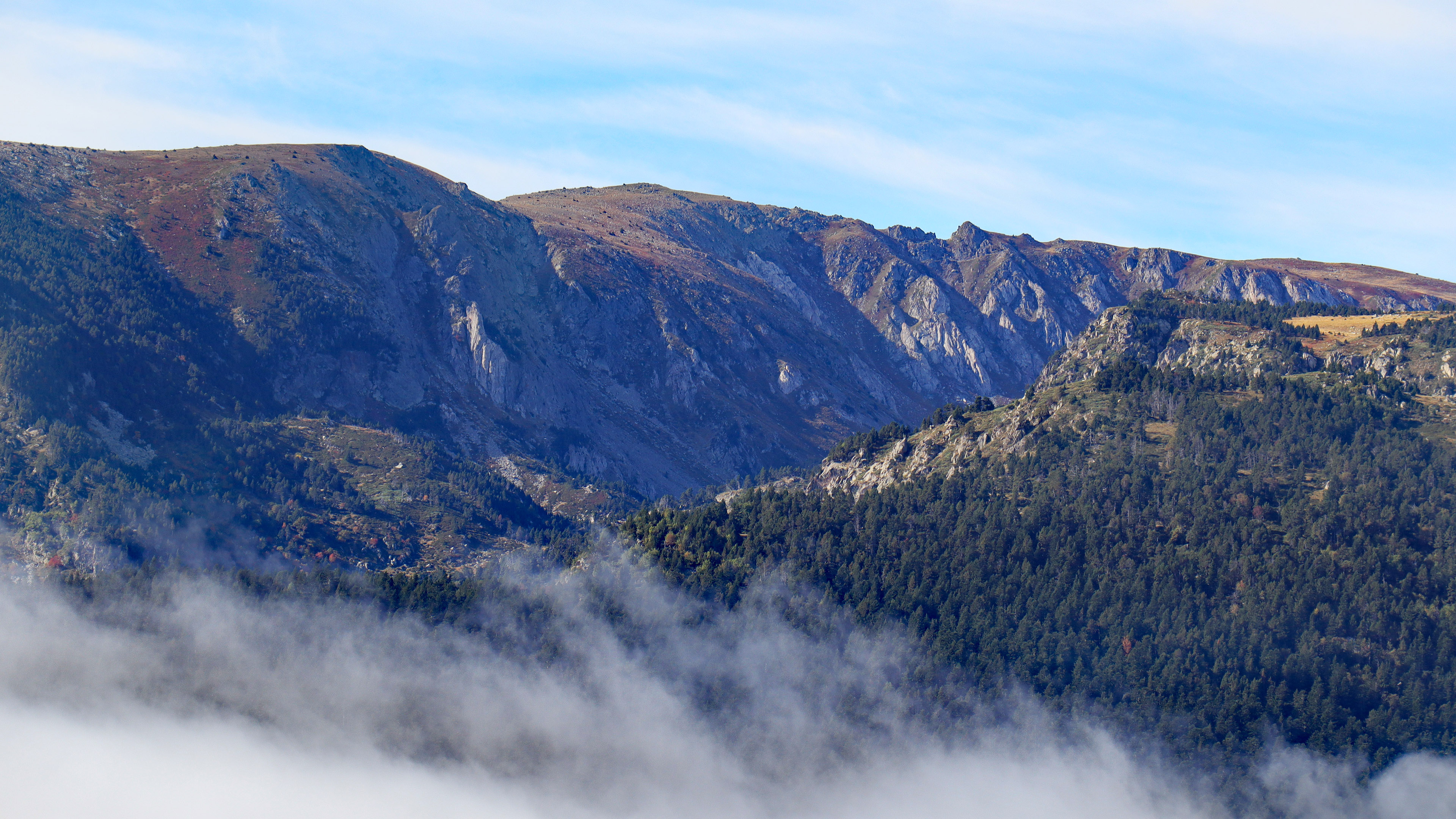
Le sommet du massif et la haute vallée de la Castellane.
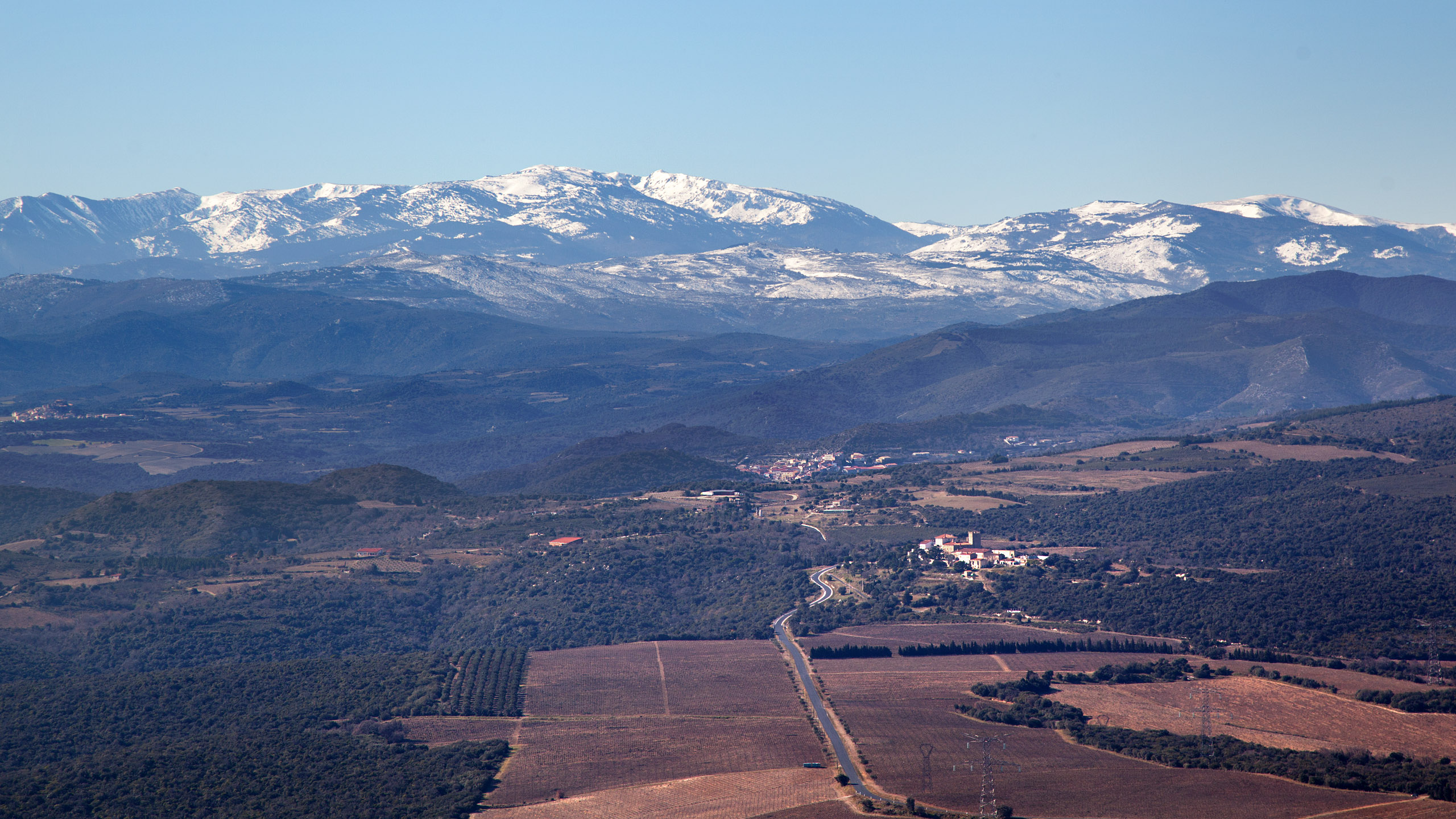
Le Madrès vu depuis Força Réal.
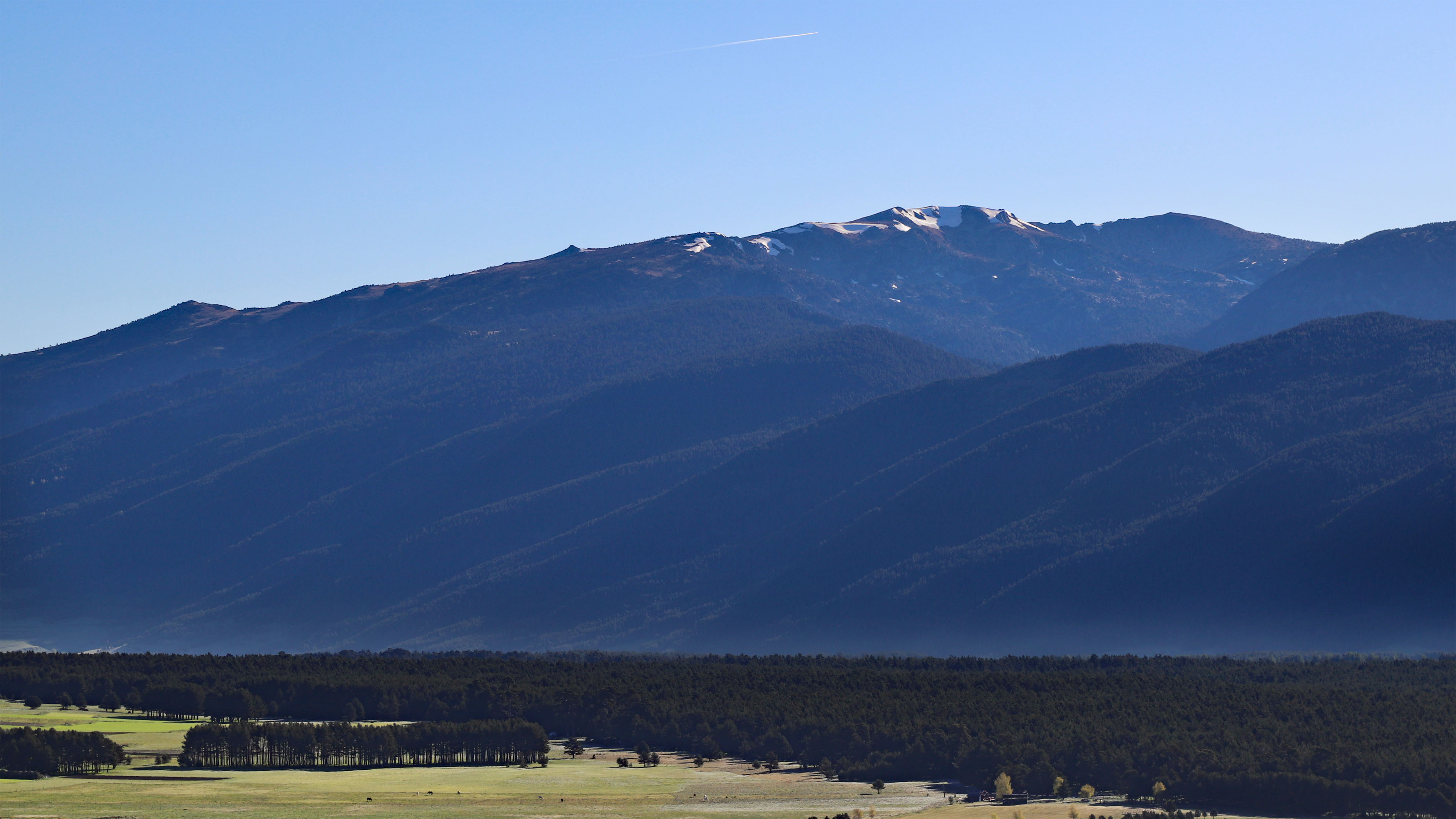
Le Madrès vu depuis Les Angles.
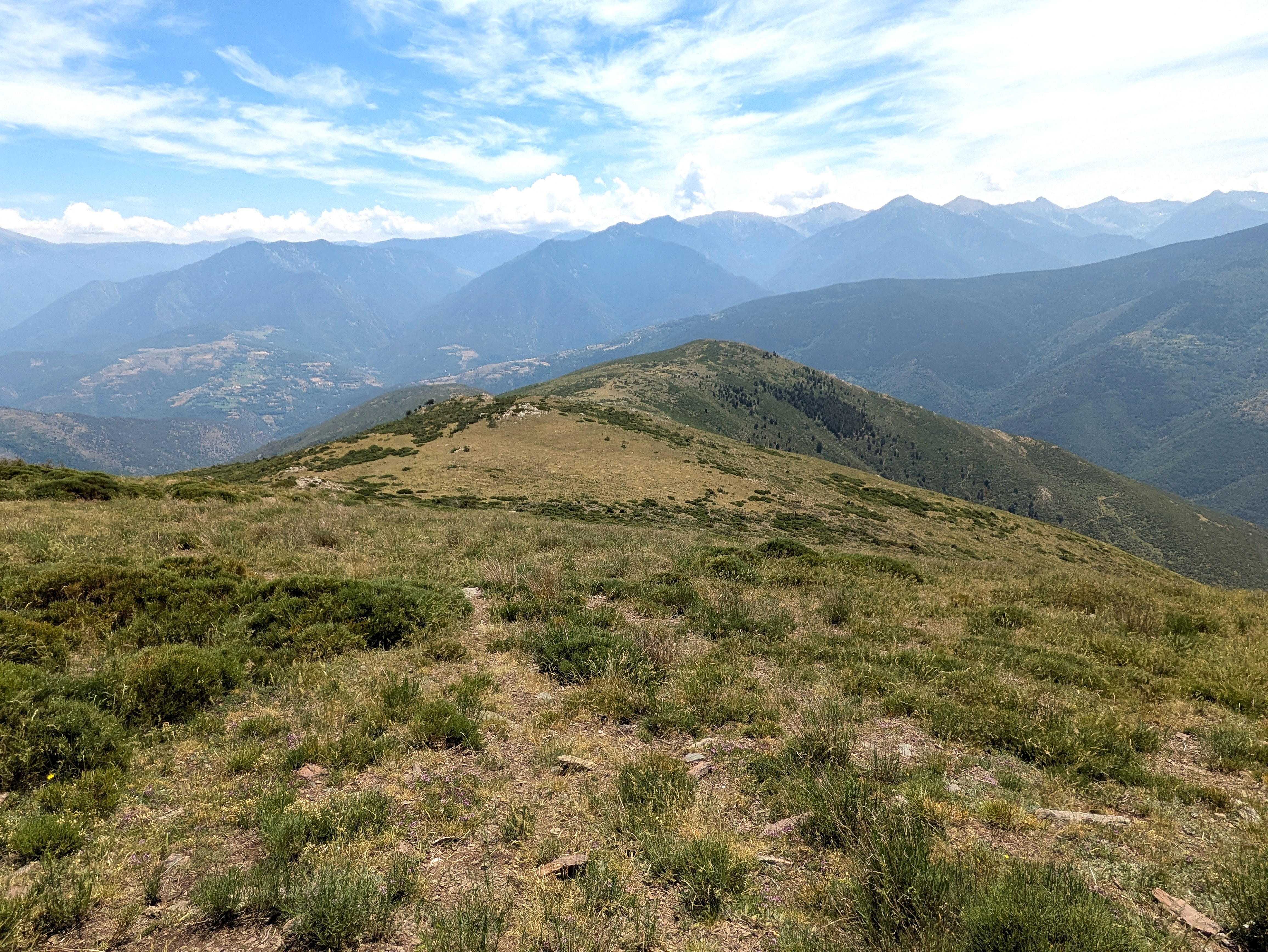
Vue vers le sud, en direction du sommet de Llomet.
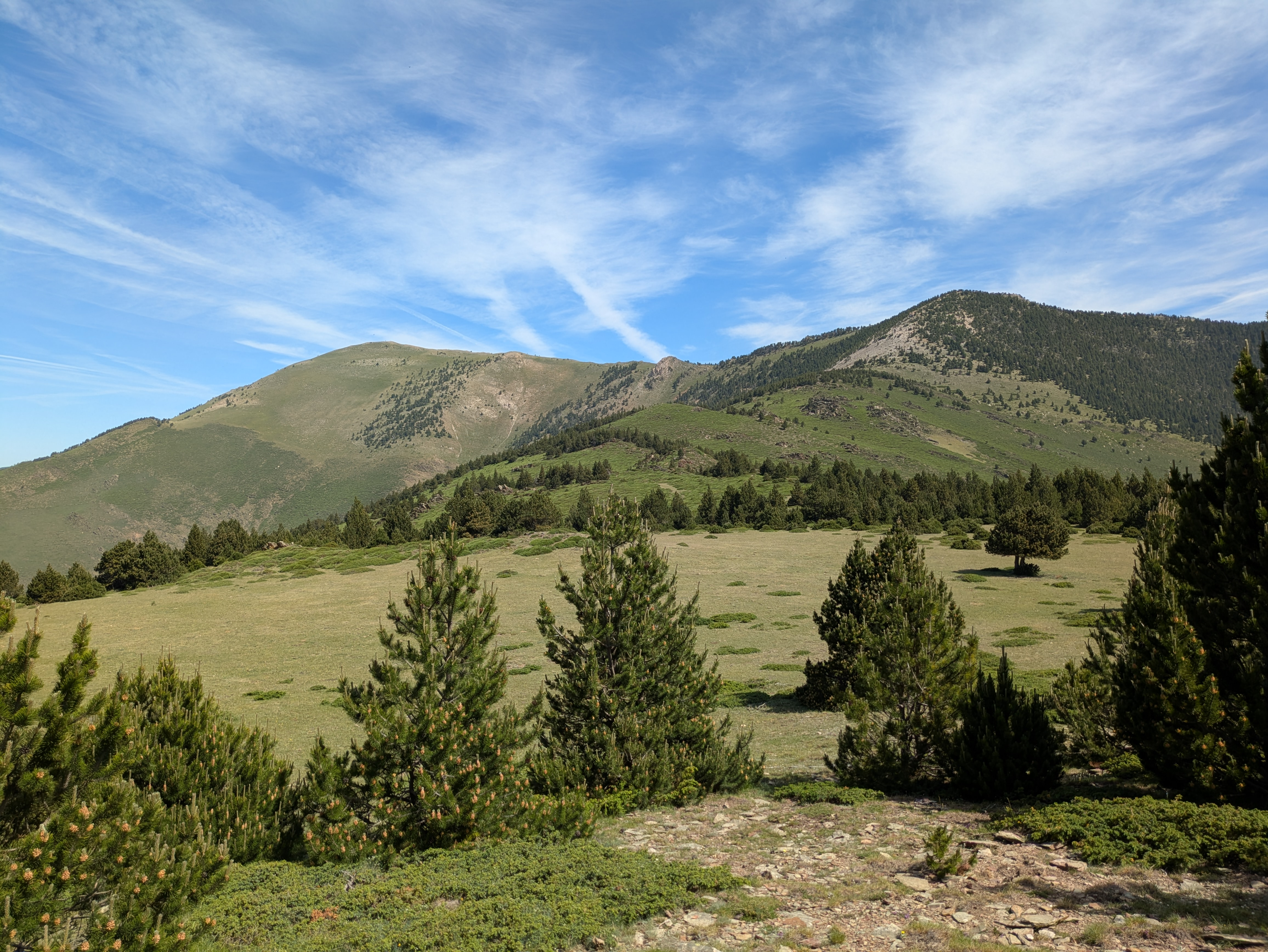
Puig de la Pelada, à gauche (Puig d'Escotó, 2 292 m, à droite).